# 6229-es mellékút (Magyarország)
A 6229-es számú mellékút egy tizenhat kilométer hosszú, négy számjegyű mellékút Tolna vármegye északkeleti részén. Németkér települést köti össze Dunaföldvár térségével. Vannak tervek a fejlesztésére, de nagyobbik része burkolatlan földút.

## Nyomvonala
A 6-os főútból ágazik ki, annak 88+400-as kilométerszelvényénél, Dunaföldvár központjában. Kéri út néven indul, nyugat-délnyugati irányban, bő egy kilométer után kilép a város házai közül, majd az 1+200-as kilométerszelvénye táján keresztezi a MÁV 42-es számú Pusztaszabolcs–Dunaújváros–Paks-vasútvonalát, nem messze Dunaföldvár vasútállomás északnyugati szélétől. Onnan tovább már Külső Kéri utca néven húzódik a város külterületén.
4,3 kilométer megtételét követően felüljáróval, csomópont nélkül keresztezi az M6-os autópályát, amely itt majdnem pontosan a 90. kilométerénél tart, majd nem sokkal később elfogy a burkolt szakasza. A 9+850-es kilométerszelvénye közelében lép át Németkér területére; a 16. kilométerénél éri el a község házait, és nem sokkal ezután véget is ér, beletorkollva a 6231-es útba, annak 15+100-as kilométerszelvényénél.
Teljes hossza, az országos közutak térképes nyilvántartását szolgáló kira.gov.hu adatbázisa szerint 16,146 kilométer.

## Története
Fejér megye 2004-es kiadású térképe még csak az út első, nagyjából 6 kilométeres és utolsó néhány száz méteres szakaszát tünteti fel burkolt útként, a kettő közti szakaszt földútnak jelöli. A Google Utcakép 2019-ben elérhető felvételei szerint ugyancsak burkolatlan útként húzódik nagyjából a hatodik és tizenötödik kilométere közt. Az útra vonatkozó bizonyos fejlesztési elképzeléseknek, terveknek vannak nyomaik az interneten, de a teljes hosszában burkolt útként történő kiépítésére vonatkozóan nincs elérhető terv, információ.